# Lope García de Castro
Lope García de Castro (Villanueva de Valdueza, S. XVI -  Madrid, 8 de enero de 1576), fue un licenciado en leyes y militar español que llegó a ser gobernador provisional del Virreinato del Perú y presidente de la Real Audiencia de Lima desde 1564 a 1569. No ostentó el título de virrey, pero estuvo investido de amplias facultades gubernativas, con la tarea de imponer orden en el territorio, amenazado por múltiples revueltas y con gravísimos problemas administrativos. Fue también caballero de la Orden de Santiago.

## Datos biográficos
Lope García de Castro nació en la villa berciana de Villanueva de Valdueza, actualmente término municipal de Ponferrada, en la jurisdicción del obispado de Astorga.
El 9 de septiembre de 1534 ingresó al Colegio Mayor de San Bartolomé perteneciente a la Universidad de Salamanca. Se graduó de licenciado en leyes y se le encomendó la cátedra de Instituta de dicha universidad.
En 1541 fue nombrado oidor de la Real Chancillería de Valladolid. A continuación fue promovido a la Corte, primero como miembro del Consejo de Órdenes Militares y después como ministro del Supremo Consejo de Indias (26 de mayo de 1558).

## Nombramiento como Gobernador del Perú
Cuando llegaron a España las noticias sobre el desarreglo personal y administrativo del virrey Conde de Nieva, el rey Felipe II envió al Perú a García de Castro para que suplantara a dicho virrey y se hiciera cargo del gobierno (16 de agosto de 1563). Iba con los títulos de gobernador y capitán general del Virreinato del Perú, así como el de presidente de la Real Audiencia de Lima, mas no de virrey. Pero demoró en el viaje a América: zarpó de Cádiz el 15 de octubre de 1563 y llegó a Panamá en junio de 1564, luego a Paita el 11 de agosto del mismo año. Para entonces el virrey Conde de Nieva ya había fallecido hacía meses, en misteriosas circunstancias.
García de Castro entró en Lima el día 23 de octubre de 1564. Lo hizo de noche y en silencio, lo que contrastó con el pomposo ingreso de su antecesor. Ateniéndose al sentido de las instructivas reales que traía, debía continuar las investigaciones para esclarecer la muerte de su predecesor y castigar a los culpables, para lo cual la Audiencia le suministró los datos reunidos. Pero la misma Audiencia le aconsejó que fuera prudente pues se trataba de un caso muy delicado, por lo que el gobernador analizó cuidadosamente el asunto. Finalmente, tomó la decisión de no continuar con la investigación, a fin de no ocasionar mayor escándalo, dadas las circunstancias en que se produjo la muerte del virrey, que comprometía la honra del mismo, así como de otras importantes familias de Lima. El crimen quedó pues impune.
Aunque Lope García no ostentaba el título de virrey, a lo largo de su gobierno actuó como tal. El oidor Juan de Matienzo defendió su posición y sostuvo que se trataba de un ensayo de gobierno o de transición establecido por la misma Corona

## Fase de ensayo

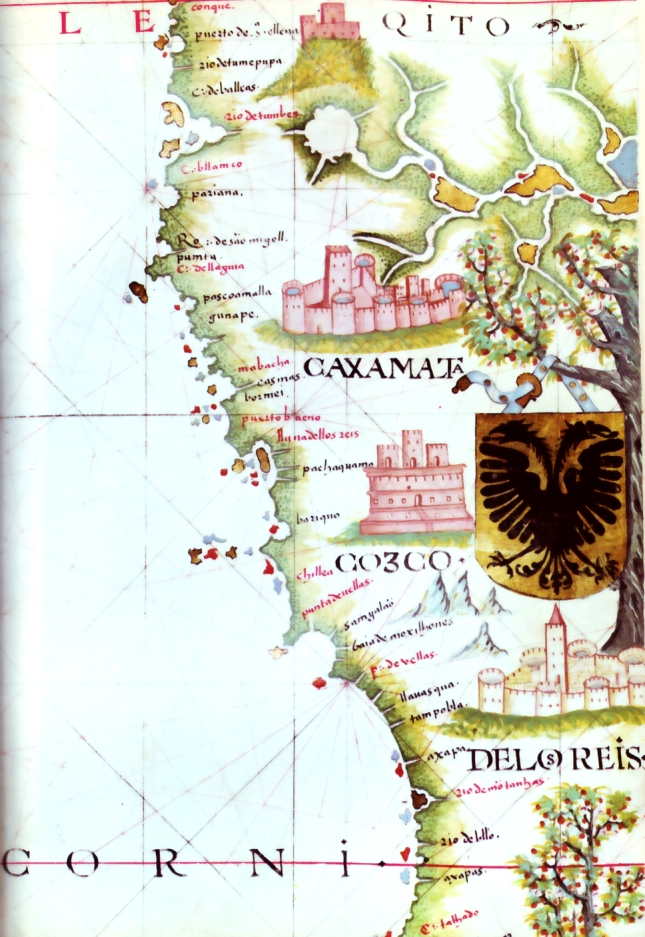
Hoja del Atlas de Fernando Vaz Dourado, con la costa marítima del Perú. Año 1568.

El gobierno de García de Castro puede definirse como una fase de ensayo, en busca de perfeccionar y dar forma definitiva al sistema administrativo del Perú. Este carácter ensayístico se percibe en la fundación de las audiencias de Charcas (1559), Quito (1563) y Chile (1567), que era una manera de descentralizar el servicio judicial y disminuir la carga laboral a los magistrados asentados en Lima. No obstante, quedó claramente establecido que el gobernador del Perú continuaba ejerciendo su poder político en el área que abarcaban dichas audiencias. La Audiencia de Chile, cuyo primer Presidente fue Melchor Bravo de Saravia, sería suprimida en 1573, para ser restablecida definitivamente en 1609.
Una ola de intranquilidad social conmovió al virreinato en esta época de ensayos administrativos, reflejada en las protestas de la primera generación de criollos, hijos de los conquistadores. También la población indígena dio muestras de su descontento, a tal punto que el gobernador, en carta enviada al rey, informó que todos los indios del Perú trataban de levantarse, y que la causa de estas alteraciones era el foco de la resistencia inca en Vilcabamba. En efecto, hubo un intento de rebelión de los indios huancas en Jauja en 1565, así como tentativas de rebelión de los mestizos del Cuzco en 1567, todos ellos vinculados con el rebelde Titu Cusi Yupangui, el tercer Inca de Vilcabamba.
Como medida para evitar alzamientos, se prohibió en 1566, bajo pena de muerte, que los mestizos y los mulatos portaran armas de fuego, y se ordenó además que nadie llevara armas al Perú sin real licencia.

## Intento de reducción de Titu Cusi Yupangui
Una de las primeras acciones del gobernador fue intentar la reducción del 3.º inca de Vilcabamba, Titu Cusi Yupangui, a quien los orejones o nobles incas de Vilcabamba ciñeron la borla imperial en reemplazo de su medio hermano Sayri Túpac, cuando este se acogió al llamado amistoso del Virrey Andrés Hurtado de Mendoza, instalándose en el Cuzco. Titu Cusi permaneció pacífico en su reducto mientras vivió Sayri Túpac, pero al fallecer este, empezó a hostilizar a los españoles, convirtiéndose en el terror de los mercaderes viajantes.
García de Castro encargó al licenciado Juan de Matienzo la concertación de un encuentro con el inca, lo que se realizó en el puente de Chuquichaca. Titu Cusi entregó a Matienzo dos memoriales donde expresaba sus quejas por los maltratos que había sufrido su padre Manco Inca, así como detallaba sus condiciones para abandonar su refugio.
Titu Cusi finalmente firmó el Tratado de Acobamba en 1566. El tratado terminó con la guerra entre los españoles y los incas, otorgó el Título de Inga al Inca y sus descendientes y perdonó los actos hostiles de ambas partes cometidos durante el conflicto. El Inca aceptó el catolicismo, fue bautizado con el nombre de Diego de Castro con su familia en 1568 y permitió a los misioneros en Vilcabamba.
A pesar del tratado envió, en 1570, una carta al rey Felipe II, en la que le escribió los agravios a los que su pueblo había sido sometido: "Relación de cómo los españoles entraron en Birú y el subceso que tuvo Manco Inca en el tiempo que entre ellos vivió".
Poco después, ya bajo el gobierno del virrey Francisco Álvarez de Toledo, sufrió una pulmonía que le ocasionó la muerte en 1571. Correspondió a dicho virrey poner fin a la resistencia del nuevo inca en Vilcabamba.

## Obras y sucesos importantes

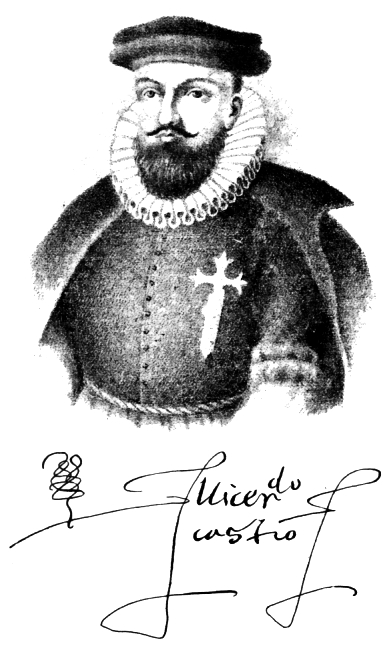
El Gobernador Lope García de Castro y su rúbrica, según grabado de Evaristo San Cristóbal, 1891.

Este gobierno, que duró cinco años, dos meses y cuatro días, se destacó por su acierto y prudencia.
- Introdujo de manera definitiva el almojarifazgo, impuesto que gravaba la entrada y circulación de mercancías (impuesto que se había dejado de cobrar en los primeros años de la conquista); y creó el impuesto de "señoreaje", sobre los marcos de plata.
- Anuló las encomiendas perpetuas, los oficios vendidos y las mercedes otorgadas a algunos conquistadores por sus dos antecesores, el Marqués de Cañete y el Conde de Nieva. Estas medidas provocaron la recuperación de las cajas reales.
- Dividió el Virreinato en provincias o corregimientos, cada una de ellas con un Corregidor de indios a la cabeza. Implantados en 1565, los Corregidores fueron dotados con la responsabilidad de administrar justicia en litigios de cualquier índole, ejercer la protección de los indios y llevar a cabo la recolección de sus tributos. Esta medida ha sido censurada por algunos autores, al punto de tenerla como nociva, debido a los abusos que muchos de tales Corregidores cometieron con los indios, y que más que ser sus defensores como en teoría estaban obligados a serlos, vinieron a ser opresores de los mismos.
- Dotó con recursos económicos a las Compañías de Lanzas y Arcabuces, únicas tropas oficiales del gobierno.
- Inició la explotación de las minas de azogue de Huancavelica (1566).
- Puso en funcionamiento la Casa de Moneda de Lima, que empezó a fabricar reales de plata en 1568. Dejaron así de circular los tejos de oro, las barras de plata y el peso ensayado en calidad de primitivas monedas de cambio. Años después, el virrey Toledo trasladó la Casa a Potosí.
- Se erigió la Sala del Crimen de la Real Audiencia de Lima, conformada por cuatro alcaldes que gozaban de las prerrogativas de los oidores, según lo había dispuesto el rey Felipe II por cédula del 18 de diciembre de 1568.
- Auspició la famosa expedición marítima de Álvaro de Mendaña que partió del Callao el día 19 de noviembre de 1567 y que condujo al descubrimiento de las islas Salomón, en Oceanía. Mendaña (quien era sobrino del gobernador) reconoció las islas que bautizó con los nombres de Guadalcanal, San Cristóbal y Santa Isabel. En septiembre de 1569, retornó a Callao, tras recorrer más de 27 000 kilómetros. Años después emprendió otra expedición a la Oceanía.
- Auspició la entrada de Juan Álvarez Maldonado a la región de los Mojos, que dio lugar a la exploración de la hoya del Madre de Dios (1567-1569).
- El 12 de febrero de 1567 el capitán Martín Ruiz de Gamboa fundó la ciudad de Santiago de Castro, en el Archipiélago de Chiloé, sur de Chile. Fue bautizada con ese nombre en honor del apóstol guerrero y del Gobernador Lope García de Castro. Es la actual Castro, la tercera ciudad más antigua de Chile con existencia continuada. Otra ciudad con ese nombre estableció el capitán Francisco Quintero en el valle de Vili, como capital de la provincia de Atacames y Esmeraldas, en el Reino de Quito, actual Ecuador (1568).
- En cuanto al Patronato Real, se mandó erigir en 1565 la iglesia de Nuestra Señora de Guadalupe, en Pacasmayo, y se fundó el monasterio de Santa Clara, en Huamanga, en 1568.
- En Lima se fundó el pueblo de Santiago del Cercado (más conocido como el Cercado de Lima), a fin de que sirviera como reducto de los indígenas que laboraban al servicio de los vecinos en el trabajo de las huertas y otras labores. Lo conformaban cerca de mil indios hasta entonces desperdigados en toda la ciudad. Fue comisionado para las obras necesarias (demarcación de plazas, calles, etc.), el regidor Diego de Porras Sagredo.

## Otros hechos importantes
- Se erigió el Arzobispado de Santa Fe de Bogotá (1565), que fue la segunda arquidiócesis establecida en América del Sur, después de la de Lima, está fundada en 1547. La diócesis de Popayán, hasta entonces sufragánea de Lima, pasó a serlo del flamante arzobispado.
- La inmensa arquidiócesis de Lima abarcaba entonces las diócesis de Panamá, Cuzco, Nicaragua, Quito, Río de la Plata o Asunción, Charcas, Santiago de Chile (fundada en 1561) y La Imperial (también en Chile, fundada en 1564).
- Se realizó el Segundo Concilio Provincial Limense presidido por el arzobispo Jerónimo de Loayza, el mismo que se inauguró el 2 de marzo de 1567 y fue clausurado el 21 de enero de 1568. Las constituciones de este Concilio tenían el propósito de imponer un nuevo orden en la «República de indios». Entre sus propuestas destacan la eliminación del comercio de la coca (por los daños físicos y espirituales que su consumo provocaba), la reducción de los grupos nativos en pueblos de traza hispánica, el fomento de la evangelización expresada en los idiomas nativos (quechua y aimara), la persecución de los llamados hechiceros o curanderos y la extirpación de ciertas costumbres calificadas como abominables (como la deformación de cráneos, culto a los muertos y ritos sexuales o de la fecundidad).
- Lope García auspició la llegada de la Compañía de Jesús al Perú, que se concretó con el arribo en 1568 del provincial padre Jerónimo Ruiz del Portillo y un pequeño grupo de sacerdotes. Los jesuitas llegaron dispuestos a implantar las reformas del Concilio de Trento y fundaron el Colegio Máximo de San Pablo de Lima.

Lope García de Castro dejó así prefiguradas las líneas de gobierno que iba a proseguir y consolidar luego su sucesor, el virrey Francisco Álvarez de Toledo.

## Catástrofes naturales
En cuanto a desgracias de la naturaleza que ocurrieron en este período, destacan el terremoto de Quito y la subsiguiente erupción del volcán Pichincha del 16 de noviembre de 1566, que cubrió la zona con una pesada lluvia de ceniza. Hubo una completa oscuridad en pleno día, hasta las 11 horas. Fue el preludio de la gran erupción que ocurrió en 1575.
El 4 de abril de 1568, en la tarde, se sintió un fuerte temblor en Lima, poco después de la llegada de los primeros padres jesuitas al Perú. Sin embargo, algunos autores disienten en la fecha, y no fijan la hora en que se verificó.

## Entrega de mando y retorno a España
El 30 de noviembre de 1569 Lope García de Castro entregó el mando al virrey enviado para sucederle: Francisco Álvarez de Toledo.
Después de la transmisión del mando, García de Castro permaneció algunos meses más en el territorio peruano, mientras finalizaba su visita a los magistrados de la flamante Real Audiencia de Charcas. Luego se embarcó para España en donde retomó su cargo en el Consejo de Indias. Fue premiado por su buena labor en el Perú con una renta anual de 6.000 pesos, cuyo pago se efectuaría con los tributos obtenidos en las cajas de ese país (26 de noviembre de 1573).
| Predecesor: Hernando de Saavedra Presidente de la Audiencia de Lima | Gobernador del Perú y Presidente de la Real Audiencia de Lima 1564 – 1569 | Sucesor: Francisco Álvarez de Toledo Virrey del Perú |